# أوستين لان كروذرز
أوستين لان كروذرز هو محامي وقاضي وسياسي أمريكي، ولد في 17 مايو 1860 في Conowingo, Maryland ‏ في الولايات المتحدة، وتوفي في 25 مايو 1912 في إلكتون في الولايات المتحدة. نشط حزبياً في الحزب الديمقراطي. وقد انتخب حاكم ماريلاند ‏ (8 يناير 1908 – 10 يناير 1912).